# Sindhuli (distrito)
Sindhuli é um distrito da zona de Janakpur, no Nepal.